# Petín
Petín es un municipio español de la provincia de Orense, en Galicia, perteneciente a la comarca de Valdeorras. Limita al norte con los ayuntamientos de La Rúa y Villamartín de Valdeorras, al este con El Barco de Valdeorras, al sur con El Bollo y La Vega y al oeste con Laroco.

## Geografía
Se reparte entre los dominios climáticos oceánico mediterráneo y oceánico atlántico de transición. Localizado en pleno valle del Sil, a temperatura media anual es de 15,6 °C y las precipitaciones de 763 mm, con una distribución estacional que provoca una acusada sequía estival.

## Historia
Habitada desde tiempos prehistóricos,su riqueza minera, principalmente aurífera atrajo a los romanos. Inicialmente nació como consejo de Freixido, pero en 1835 tomó su actual denominación. Destacan el castro de Mones, el Puente de la Cigarrosa, la ermita y el puente de Portomourisco (1702) y las iglesias de San Miguel y Santa María de Mones.

## Geografía humana

### Demografía
Cuenta con una población de 861 habitantes (INE 2024).
| Gráfica de evolución demográfica de Petín entre 1842 y 2021                                                           |
| |
| Población de derecho según los censos de población del INE. Población de hecho según los censos de población del INE. |

### Organización territorial
El municipio está formado por catorce entidades de población distribuidas en seis parroquias:
- El Monte[4] (Santa Eulalia)[3][6]
- Freixido[4] (Sagrado Corazón de Jesús)[3][7]
- Mones (San Miguel)
- Petín (Santiago)
- Portomourisco (San Víctor)
- Santa María de Mones

## Patrimonio artístico
Entre su patrimonio artístico cabe destacar el puente de la Cigarrosa (de origen romano) y la ermita y el puente de Portomourisco, del siglo XVIII.
El Puente de Portomourisco, los muchos prodigios y milagros que se le atribuían a la virgen de As Ermitas despertó el interés entre devotos y peregrinos. Debido al gran número de personas que querían acudir a venerar a la imagen de la santa se hizo imprescindible la construcción de un puente sobre el río Jares, que sirviese de unión entre las tierras de El Bollo y Valdeorras. Este puente es un paso obligado a todos los peregrinos que, provenientes de Valdeorras, Quiroga, tierras de Lugo, El Bierzo, Asturias, etc. se quisieran acercar al santuario.
El puente es de piedra de sillería, bien labrada, y tiene un solo arco muy amplio. Mide 122 pies de largo, 16 de ancho y 24 de alto. Sus constructores fueron los maestros Manuel de Lastra y Alonso Sánchez. Las obras duraron desde septiembre de 1702 hasta diciembre de 1703. El coste total de las obras fue de 29.685 reales de vellón.
El Puente de la Cigarrosa, lugar por donde pasaba "la vía XVIII" o Via Nova que unía Braga con Astorga, y que fue construida durante el reinado de Tito y Domiciano. Este puente consta de cinco arcos de luz variable, separados por cuatro pilares con tajamares triángulares, aguas arriba, y dos tajamares, aguas abajo. Cuatro de los arcos son apuntados, mientras el arco segundo, que es el de mayor luz, es de medio punto.
El quinto arco está muy reformado, ya que fue recubierto de hormigón respetando su primitiva forma apuntada cuando se construyó el embalse de San Martiño. Por el contrario el tercer arco tiene muy poca luz si los comparamos con los demás arcos. Los tajamares son triangulares-apiramidados pero, debido a las sucesivas restauraciones que sufrió el puente, muestran una acusada desigualdad, no sólo en el trazado sino también de la fábrica constructiva.

## Fiestas
Los vecinos de Petín realizan un conjunto de fiestas a lo largo del año, sin intención de obtener beneficios, para el entretenimiento del pueblo y la gente foránea, las cuales se han convertido en las más entretenidas y disfrutadas de la zona.
Las principales fiestas del municipio son:
Feria histórica de 1812: Se celebra el primer fin de Semana de Junio. Fiesta en conmemoración a la Constitución de Cádiz de 1812 y la guerra de la independencia de 1809 donde las mujeres de Petín derrotaron a las tropas Napoleónicas. A lo largo de estas jornadas vecinos y visitantes podrán disfrutar en el casco antiguo de la villa con esta feria ambientada en el siglo XIX en la que no faltará la buena música (Bandas de Petín y alrededores que tocan los 3 días) y los puestos donde degustar churrasco, aguardientes,cervezas artesanas, pasteles artesanos y otros deliciosos manjares. Además se realiza una representación de la Batalla de 1809.
Fiestas de Verano de Petín: Santiago Apóstol y Santa Ana. Festividad religiosa en honor al Santiago Apóstol y a Santa Ana que se celebran en el municipio de Petín durante los días 23, 24, 25 y 26 de julio. Durante las cuatro jornadas los asistentes podrán disfrutar con grandes actuaciones musicales con orquestas del momento y atracciones para los niños.
Rutas das Adegas: Ruta de las bodegas que celebra La Asociación Cultural Fonte Grande por tercer año consecutivo durante la jornada del 26 de agosto y donde los asistentes pueden degustar un vino exquisito acompañado de una gran variedad de pinchos por las bodegas del municipio, amenizadas por la banda de música Fonte Grande.
Fiesta de San José de Freixido de Abaixo: Fiesta patronal que se celebra en la parroquia de Freixido de Abaixo, en Petín, los días 18 y 19 de marzo, por la cual se honra a San José con una gran verbena musical en la noche previa a los actos religiosos, que tendrán lugar en la jornada matinal del domingo.
Existen otras celebraciones festivo-gastronómicas: Magosto, Festa da freba, Racing Petín...